# Rajské
Rajské (zastarale Rejsko, německy Reysko) je malá vesnice a část obce Běšiny v okrese Klatovy v Plzeňském kraji. Nachází se asi 2,5 kilometru jihovýchodně od Běšin. Rajské je také název katastrálního území o rozloze 1,32 km².

## Historie
První písemná zmínka o vesnici pochází z roku 1380.

## Obyvatelstvo
| Rok            | 1869 | 1880 | 1890 | 1900 | 1910 | 1921 | 1930 | 1950 | 1961 | 1970 | 1980 | 1991 | 2001 | 2011 | 2021 |
| -------------- | ---- | ---- | ---- | ---- | ---- | ---- | ---- | ---- | ---- | ---- | ---- | ---- | ---- | ---- | ---- |
| Počet obyvatel | 85   | 101  | 80   | 81   | 73   | 90   | 77   | 55   | 43   | 25   | 18   | 15   | 15   | 14   | 16   |
| Počet domů     | 12   | 14   | 14   | 13   | 13   | 13   | 13   | 20   | 20   | 10   | 8    | 11   | 11   | 11   | 12   |

## Obecní správa
Při sčítání lidu v letech 1850–1879 Rajské bylo osadou obce Čachrov v okrese Klatovy. V letech 1880–1899 bylo osadou obce Běšiny v okrese Klatovy. V letech 1900–1975 bylo osadou obce Úloh v okrese Klatovy. Od 1. července 1975 je opět částí obce Běšiny v okrese Klatovy.

## Pamětihodnosti
- Venkovská usedlost čp. 4